# Charles Jencks
Charles Jencks (Baltimore, 21 de junho de 1939; Londres, 13 de outubro de 2019) foi um teórico de arquitetura americano, paisagista e designer. Seus livros sobre história e crítica do Modernismo e Pós-modernismo foram amplamente lidos no meio de arquitetura e além dele. Nascido em Baltimore, inicialmente estudou literatura na Harvard University, futuramente conseguindo um mestrado em arquitetura pela Harvard Graduate School of Design em 1965. É doutor em História da arquitetura pelo University College em Londres.
Apesar de não ter cunhado o termo pós-moderno, o uso dele em seu livro de 1977, The Language of Post-Modern Architecture (A linguagem da arquitetura pós-moderna) faz com que costumeiramente Jencks seja lembrado como ter propagado o uso do termo em relação à arquitetura.

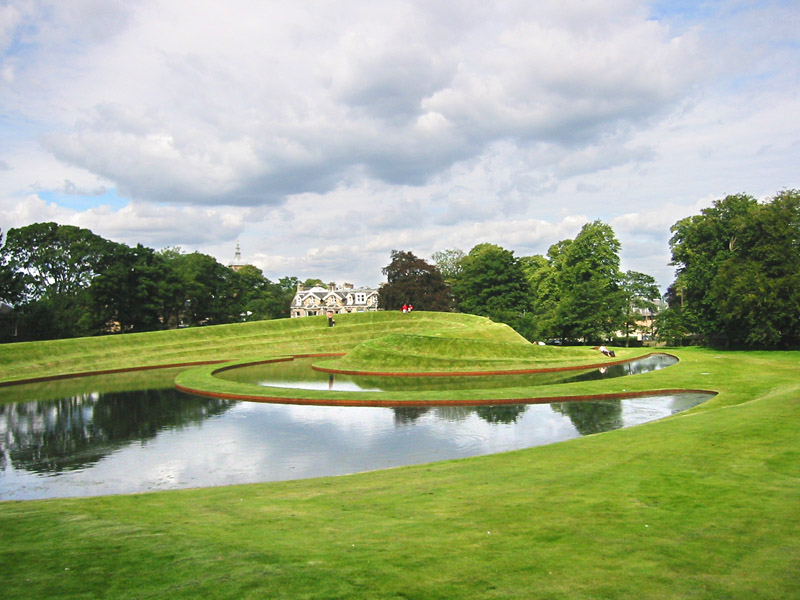
"Landform" na "Scottish National Gallery of Modern Art"

Charles Jencks destacou-se como paisagista na Inglaterra. Seu trabalho como paisagista é inspirado por fractais, genética, teoria do caos, ondas e sólitons. Em Edinburgo, Escócia, ele projetou o Landform no Scottish National Gallery of Modern Art. Estes temas foram ampliados em seu jardim pessoal, o Garden of Cosmic Speculation (Jardim da Especulação Cósmica), na Portrack House, perto de Dumfries.
Jencks também atuou como designer de mobiliário e escultor, completando o DNA Sculpture em Londres, Kew Gardens , 2003.
Sua última esposa, Maggie Keswick Jencks, foi a fundadora de um centro de oncologia (Maggie's Centers) cujos jardins foram projetados por Jencks.